# Aquilin Ullrich
Aquilin Ullrich (* 14. März 1914 in Dillingen; † 30. Mai 2001 in Stuttgart) war ein deutscher Arzt. Er war im nationalsozialistischen Deutschen Reich in der Tötungsanstalt Brandenburg und in der Planungsgruppe der Zentraldienststelle T4 tätig.

## Herkunft und Studium
Aquilin Ullrich wurde am 14. März 1914 in Dillingen an der Donau als Sohn eines Oberstudienrates geboren und wuchs in einem katholisch und monarchistisch geprägten Elternhaus auf. Ein Bruder von ihm wurde ebenfalls Arzt, einer Priester; seine beiden Schwestern wurden Krankenpflegerinnen.
Als Junge schloss er sich der katholischen bündischen Jugendbewegung an. Nach dem Abitur im März 1933 und der Ableistung des Freiwilligen Arbeitsdienstes, nahm Ullrich zunächst ein Theologiestudium auf, wechselte dann aber zur Medizin. Als Medizinstudent trat er im Februar 1934 in den Nationalsozialistischen Deutschen Studentenbund und in die SA ein. Auf Vorschlag seines Kommilitonen Klaus Endruweit verpflichteten sich beide im Oktober 1934 zu einem einjährigen Dienst in der Reichswehr. Da er während dieser Zeit kein Mitglied einer politischen Organisation sein durfte, trat Ullrich vor Dienstantritt aus der SA aus, um nach Ende seines Militärjahres wieder einzutreten.
Ullrich studierte zunächst in München und 1935/36 in Würzburg. Dort trat er erneut aus der SA aus und wurde beim Deutschen Jungvolk der Hitler-Jugend als Fähnleinführer aktiv. Um – wie er angab – die Ernsthaftigkeit der Liebe zu seiner späteren Ehefrau, die er 1936 kennengelernt hatte, zu prüfen, wechselte er an die Universität Freiburg im Breisgau. Dort lernte er Heinrich Bunke kennen und trat gemeinsam mit ihm zum 1. Mai 1937 in die NSDAP ein. Ab dem Wintersemester war er wieder in Würzburg. Hier fand er erstmals Kontakt zu Werner Heyde, der zu diesem Zeitpunkt Oberarzt an der Universitätsnervenklinik Würzburg war und den er als medizinische Kapazität schätzte.
Als Teilnehmer einer Würzburger Studentengruppe, zu der auch Klaus Endruweit und Ewald Wortmann gehörten, nahm Ullrich im Sommer 1938 an einer von der Gaustudentenführung angeregten Studienreise nach Bessarabien teil. Die über ihre zweimonatige Reise in das deutschsprachige Dorf Teplitz verfasste Studienarbeit wurde beim Reichsberufswettkampf (Abteilung Volkstumsforschung) 1939 mit einem Preis ausgezeichnet. Als Mitglied der erfolgreichen Studentengruppe wurde auch Ullrich bei der Siegerehrung am 1. Mai 1939 Hitler vorgestellt und erhielt zudem die Stadtplakette in Bronze auf Sockel der Stadt Würzburg.

## In der Tötungsanstalt Brandenburg und in der Zentraldienststelle-T4
Nach einem verkürzten Staatsexamen wurde Ullrich, wie viele seiner Studienkollegen, am 14. November 1939 als Arzt notapprobiert. Heyde, der zwischenzeitlich auch ärztlicher Leiter des nationalsozialistischen „Euthanasie“-Programms in Berlin war, warb den ihm aus Würzburg bekannten Ullrich im März 1940 für die T4-Organisation an. Vom 15. März bis November 1940 wurde er als Vertreter des Leiters der Tötungsanstalt Brandenburg, Irmfried Eberl, eingesetzt.
Über seine Aufgaben sagte Ullrich später in seinem Prozess aus:

„Bei den Tötungsverfahren hatte ich, sofern Dr. Eberl anwesend war, ihn bei all den Aufgaben zu assistieren, für die das Tätigwerden eines Arztes vorgeschrieben war. Dies waren eine Besichtigung der entkleideten Geisteskranken in dem Vorraum vor dem Vergasungsraum und die sich daran anschließende Tötung.“

Die Visitation der Kranken musste er dazu nutzen, um „… auffallende Kennzeichen, die für die Erstellung einer späteren Todesursache Bedeutung gewinnen konnten, zu notieren.“
Die im Sprachgebrauch der Zentraldienststelle-T4 „Trostbriefe“ genannten „Beileidsschreiben“ an die Hinterbliebenen der Getöteten gehörten zu seinen Aufgaben. Hier verwendete er den Tarnnamen „Dr. Schmitt“.
Ende Juni oder Anfang Juli 1940 empfahl Ullrich Heyde seinen Studienkollegen aus Freiburg, Heinrich Bunke, und seinen Würzburger Studienkollegen Klaus Endruweit für eine Mitarbeit bei der T4-Organisation. Bunke begann im August 1940 in Brandenburg und löste schließlich Ullrich ab, der im Dezember 1940 in die Planungsabteilung der T4-Organisation nach Berlin wechselte. Hier arbeitete er auch am Entwurf eines „Euthanasiegesetzes“ mit, dessen Veröffentlichung letztlich an Hitler scheiterte.
Ullrich gehörte auch einer Ärztekommission an, die im Februar 1941 die Kranken der Betheler Anstalten erfasste. Im Sommer 1941 wurde Ullrich in Würzburg zum Dr. med. promoviert.
Nach eigenen Angaben schied er im April 1942 aus der T4-Zentrale aus. Vom April oder Juni 1942 bis Ende März 1943 war er Assistent am Pathologischen Institut der Universität München. Danach diente er in der Wehrmacht.

## Nach dem Krieg
Nach Kriegsende konnte Ullrich noch 1945 aus der amerikanischen Gefangenschaft fliehen. 1946 tauchte er mit gefälschten Entlassungspapieren unter und arbeitete als Bergmann in einer Grube im Saargebiet.
Die Begegnung mit einem seiner ehemaligen Universitätslehrer 1949 verhalf ihm zu einer Assistentenstelle an einer Stuttgarter Klinik. 1952 ließ Ullrich sich als Facharzt für Frauenkrankheiten und Geburtshilfe sowie Belegarzt einer Klinik in Stuttgart nieder. Der im Sommer 1939 aus der Kirche ausgetretene Arzt fand nun auch wieder den Weg zurück in die katholische Kirche. Die Verbindung zum ehemaligen T4-Personal riss jedoch nicht ab. So hat er Werner Blankenburg getroffen, der unter dem Falschnamen „Werner Bieleke“ in Stuttgart untergetaucht war.

## Verhaftung und Prozess
Im Rahmen der Ermittlungen gegen Werner Heyde wurde von Zeugen auch der Name Ullrich mehrfach erwähnt. Am 22. August 1961 wurde er in Untersuchungshaft genommen, am 8. September 1961 jedoch bereits wieder unter Auflagen entlassen, obwohl er seine Tätigkeit in der Vergasungsanstalt Brandenburg eingeräumt hatte. Er konnte so wieder als Arzt praktizieren und auch einen Urlaub am Schliersee verbringen.
Die Generalstaatsanwaltschaft Frankfurt am Main erhob am 15. Januar 1965 Klage gegen die T4-Ärzte Ullrich, Bunke, Borm und Endruweit „heimtückisch, grausam, aus niederen Beweggründen, vorsätzlich und mit Überlegung jeweils mehrere Tausend Menschen getötet zu haben“. Der Prozess vor dem Schwurgericht des Landgerichts Frankfurt am Main begann am 3. Oktober 1966. Im so genannten ersten Ärzteprozess fiel am 23. Mai 1967 das Urteil:

„Die im Rahmen der Aktion ‚T4‘ durchgeführten Massentötungen … erfüllen den Tatbestand des Mordes im Sinne des § 211 StGB in der zur Tatzeit geltenden und in der heute gültigen Fassung. Jedes menschliche Leben, auch das der Geisteskranken, genießt bis zu seinem Erlöschen den Schutz des § 211 StGB … kein Kulturvolk [hat] jemals eine derartige Aktion durchgeführt.“

Für Ullrich wurde die Beihilfe zur Ermordung von mindestens 1.815 Geisteskranken, davon in mindestens 210 Fällen durch eigenhändige Tötung, festgestellt. Er wurde jedoch wie alle anderen Mitangeklagten wegen des fehlenden „Bewußtseins der Rechtswidrigkeit“ (unvermeidbarer Verbotsirrtum) seines Tuns freigesprochen.

„Die Angeklagten sind davon ausgegangen, daß sie nur bei der Tötung von Geisteskranken ‚ohne natürlichen Lebenswillen‘ mitwirkten und daß deren Tötung erlaubt war. Da hiermit die Schuld entfällt, waren die Angeklagten freizusprechen.“

Am 7. August 1970 hob der Bundesgerichtshof das Urteil wegen sachlicher Widersprüche auf. Der neue Prozess sollte am 16. Dezember 1971 beginnen. Am 6. Dezember 1971 legte Ullrich ein Gutachten vor, wonach er durch die schwerwiegende Gefährdung bei akuten Stresssituationen nicht mehr als verhandlungsfähig angesehen werden könne. Diese Einschätzung wurde amtsärztlich am 14. Dezember 1971 bestätigt, so dass am 15. Dezember 1971, einen Tag vor Prozessbeginn, das Verfahren gegen Ullrich vorläufig eingestellt wurde. Mit Ausnahme von Kurt Borm wurde das Verfahren auch gegen die weiteren Angeklagten vorläufig eingestellt. Ullrich konnte weiterhin seine Arztpraxis bis Februar 1984 weiterführen. Dann ordnete der Stuttgarter Regierungspräsident das Ruhen seiner Approbation an.
Ab dem 29. Januar 1986 wurde wieder vor dem Landgericht Frankfurt am Main verhandelt. Mit Rücksicht auf die gutachterlich bestätigte eingeschränkte Verhandlungsfähigkeit der Angeklagten Ullrich und Bunke jedoch nur einmal die Woche für zwei Stunden.
Am 18. Mai 1987 verurteilte das Landgericht Frankfurt/M. Ullrich wegen Beihilfe zum Mord in mindestens 4.500 Fällen zu vier Jahren Haft. Der Bundesgerichtshof ermäßigte im Revisionsverfahren die Strafe mit Urteil vom 14. Dezember 1988 auf drei Jahre mit der Begründung, die Beihilfe zum Mord könne nur für 2.340 Menschen nachgewiesen werden, so dass sich die Zahl der Mordfälle um fast die Hälfte verringert habe.
Im Jahr 1989 musste Ulrich, mittlerweile 75 Jahre alt, seine Haftstrafe in der Justizvollzugsanstalt Singen antreten. Nach 20 Monaten im geschlossenen Vollzug wurde er auf Bewährung entlassen. Nach der Implantation eines künstlichen Kniegelenkes starb Aquilin Ullrich am 30. Mai 2001. Er wurde auf dem Stuttgarter Pragfriedhof beigesetzt.